# Pegomya suaedae
Pegomya suaedae är en tvåvingeart som först beskrevs av Erich Martin Hering 1927.  Pegomya suaedae ingår i släktet Pegomya och familjen blomsterflugor. Inga underarter finns listade i Catalogue of Life.